# Frost God
Frost God (с англ. — «Ледяной Бог») — второй микстейп шведского рэпера Yung Lean. Он был выпущен 14 декабря 2016 года лейблом YEAR0001. Альбом был выпущен в цифровом виде на iTunes, Apple Music и Spotify без предварительного объявления или продвижения.
25 ноября 2016 года был выпущен видеоклип на песню Hennessy & Sailor Moon, режиссером которого выступил Лео Сибони.

## Оценки критиков
| Оценки критиков | Оценки критиков |
| Источник        | Оценка          |
| --------------- | --------------- |
| The Observer    | [ 4 ]           |

По мнению The Observer, альбом стал отступлением «холодных синтезаторов и безэмоциональной монотонности в тоскливых, постоянно повторяющихся по кругу без даже искр энергии, которые вдохновили альбом Warlord этого года».

## Список композиций
Слова и музыка всех песен — Yung Lean.
| №                   | Название                                      | Продюсер            | Длительность |
| ------------------- | --------------------------------------------- | ------------------- | ------------ |
| 1.                  | «Back at It»                                  | Yung Gud            | 1:56         |
| 2.                  | «Hop Out» (совместно с Luckaleannn)           | Shlohmo             | 2:46         |
| 3.                  | «Hennessy & Sailor Moon» (совместно с Bladee) | Acea                | 4:14         |
| 4.                  | «Cashin» (совместно с Adamn Killa)            | Whitearmor          | 3:46         |
| 5.                  | «Crystal City» (совместно с A$AP Ferg)        | Acea, Woesum        | 4:06         |
| 6.                  | «Kirby»                                       | Acea, Whitearmor    | 2:24         |
| 7.                  | «Head 2 Toe» (совместно с Bladee)             | Acea, Whitearmor    | 3:17         |
| 8.                  | «Get It Back»                                 | Whitearmor          | 2:31         |
| Общая длительность: | Общая длительность:                           | Общая длительность: | 25:00        |